# 제임스 매코언
제임스 매코언(James McOwen, 1985년 9월 26일 ~ )은 미국 출신의 프로 야구 선수이며, 호주 프로 야구 퍼스 히트의 소속 외야수이다.